# Frank Baum
Frank Baum (ur. 30 marca 1956 w Zwenkau) – piłkarz niemiecki grający na pozycji obrońcy. W swojej karierze rozegrał 17 meczów w reprezentacji Niemieckiej Republiki Demokratycznej.

## Kariera klubowa
Swoją karierę piłkarską Baum rozpoczął w klubie BSG Aktivist Zwenkau. W 1967 roku podjął treningi w Lokomotive Lipsk i trenował w nim do 1975 roku. Wtedy też został zawodnikiem Chemie Lipsk. W sezonie 1975/1976 zadebiutował w nim w Oberlidze NRD i na koniec tamtego sezonu spadł z nim do drugiej ligi. W Chemie grał do końca sezonu 1977/1978.
W 1978 roku Baum został zawodnikiem Lokomotive Lipsk. Wraz z Lokomotive zdobył trzy Puchary Niemieckiej Republiki Demokratycznej w sezonach 1980/1981, 1985/1986 i 1986/1987. W maju 1987 wystąpił z Lokomotive w przegranym 0:1 finale Pucharu Zdobywców Pucharów z Ajaksem Amsterdam. W Lokomotive grał do 1989 roku.
W latach 1989–1990 Baum grał w Chemie Böhlen, przemianowanym w 1990 roku na FC Sachsen Lipsk. W 1992 roku odszedł z Sachsen do VfB Zwenkau, a swoją karierę kończył w 1995 roku w 1. SV Gera.
| Sezon   | Klub             | Kraj   | Rozgrywki        | Mecze | Bramki |
| ------- | ---------------- | ------ | ---------------- | ----- | ------ |
| 1975/76 | Chemie Lipsk     | NRD    | Oberliga NRD     | 22    | 1      |
| 1976/77 | Chemie Lipsk     | NRD    | DDR-Fußball-Liga | ?     | ?      |
| 1977/78 | Chemie Lipsk     | NRD    | DDR-Fußball-Liga | ?     | ?      |
| 1978/79 | Lokomotive Lipsk | NRD    | Oberliga NRD     | 20    | 1      |
| 1979/80 | Lokomotive Lipsk | NRD    | DDR-Oberliga     | 20    | 0      |
| 1980/81 | Lokomotive Lipsk | NRD    | DDR-Oberliga     | 14    | 0      |
| 1981/82 | Lokomotive Lipsk | NRD    | DDR-Oberliga     | 23    | 0      |
| 1982/83 | Lokomotive Lipsk | NRD    | DDR-Oberliga     | 22    | 0      |
| 1983/84 | Lokomotive Lipsk | NRD    | DDR-Oberliga     | 7     | 0      |
| 1984/85 | Lokomotive Lipsk | NRD    | DDR-Oberliga     | 20    | 2      |
| 1985/86 | Lokomotive Lipsk | NRD    | DDR-Oberliga     | 24    | 1      |
| 1986/87 | Lokomotive Lipsk | NRD    | DDR-Oberliga     | 21    | 1      |
| 1987/88 | Lokomotive Lipsk | NRD    | DDR-Oberliga     | 6     | 0      |
| 1988/89 | Lokomotive Lipsk | NRD    | DDR-Oberliga     | 25    | 1      |
| 1989/90 | Chemie Böhlen    | NRD    | DDR-Fußball-Liga | ?     | ?      |
| 1990/91 | Sachsen Lipsk    | NRD    | DDR-Oberliga     | 24    | 3      |
| 1991/92 | Sachsen Lipsk    | Niemcy | Oberliga         | 2     | 0      |

## Kariera reprezentacyjna
W reprezentacji Niemieckiej Republiki Demokratycznej Baum zadebiutował 28 lutego 1979 w przegranym 0:1 towarzyskim meczu z Bułgarią, rozegranym w Burgasie. W 1980 roku zdobył srebrny medal na Igrzyskach Olimpijskich w Moskwie. W kadrze narodowej od 1979 do 1986 roku rozegrał 17 spotkań.